# Branch Tanner Archer

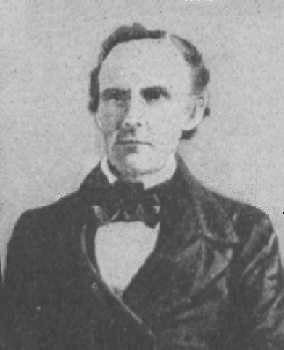
Branch Tanner Archer no Texas.

Branch Tanner Archer (13 de Dezembro de 1790 -1856) foi um texano que serviu como Comissário para os Estados Unidos e presidente da Câmara dos Deputados da República do Texas e Secretário de Guerra da República do Texas.

## Primeiros anos
Archer nasceu no Condado de Fauquier, Virgínia em 13 de Dezembro de 1790, filho de Peter Field Archer e Frances Tanner. Participou do College of William and Mary e recebeu seu diploma de medicina em 1808 pela Universidade da Pensilvânia. Archer casou-se com Eloisa Clarke em 20 de Janeiro de 1813. A sua união produziu seis filhos. Archer praticou medicina e foi eleito para a Casa dos delegados de Virgínia, representando o Condado de Powhatan (1819-1820). Archer foi eleito como um eleitor do Colégio Eleitoral na eleição presidencial dos Estados Unidos (1820), lançando o seu voto para o filho nativo da Virgínia, James Monroe (Democrata-Republicano). Em 13 de Maio de 1828, Archer matou seu primo, o Dr. James Ottway Crump, em um duelo com pistolas, ocorrido perto de Scottsville, Virgínia, no Condado de Powhatan.